# Central Hockey League 2010/11
Die Saison 2010/11 war die 19. reguläre Saison der Central Hockey League. Die 18 Teams absolvierten in der regulären Saison je 66 Begegnungen. Die Central Hockey League wurde in zwei Conferences ausgespielt. Vor der Spielzeit fusionierte die CHL mit der International Hockey League, aus der fünf Mannschaften in die CHL wechselten. Die Bossier-Shreveport Mudbugs bezwangen in der Playoff-Finals die Colorado Eagles in sieben Begegnungen und gewannen ihren ersten Ray Miron President’s Cup.

## Teamänderungen
Folgende Änderungen wurden vor Beginn der Saison vorgenommen:
- Die Amarillo Gorillas stellten den Spielbetrieb ein.
- Die Corpus Christi IceRays stellten den Spielbetrieb ein.
- Die Bloomington PrairieThunder aus der IHL wurden als Expansionsteam in die Liga aufgenommen.
- Die Dayton Gems aus der IHL wurden als Expansionsteam in die Liga aufgenommen.
- Die Evansville IceMen aus der IHL wurden als Expansionsteam in die Liga aufgenommen.
- Die Fort Wayne Komets aus der IHL wurden als Expansionsteam in die Liga aufgenommen.
- Die Quad City Mallards aus der IHL wurden als Expansionsteam in die Liga aufgenommen.

## Reguläre Saison

### Abschlusstabellen
Abkürzungen: GP = Spiele, W = Siege, L = Niederlagen, OTL = Niederlage nach Overtime, GF = Erzielte Tore, GA = Gegentore, Pts = Punkte
| Turner Conference          | GP | W  | L  | OTL | GF  | GA  | Pts |
| -------------------------- | -- | -- | -- | --- | --- | --- | --- |
| Rapid City Rush            | 66 | 40 | 22 | 4   | 210 | 200 | 84  |
| Colorado Eagles            | 66 | 40 | 22 | 4   | 250 | 199 | 84  |
| Bloomington PrairieThunder | 66 | 37 | 22 | 7   | 188 | 189 | 81  |
| Missouri Mavericks         | 66 | 37 | 23 | 6   | 213 | 173 | 80  |
| Wichita Thunder            | 66 | 34 | 26 | 6   | 249 | 231 | 74  |
| Fort Wayne Komets          | 66 | 31 | 27 | 8   | 187 | 204 | 70  |
| Quad City Mallards         | 66 | 34 | 31 | 1   | 186 | 182 | 69  |
| Dayton Gems                | 66 | 32 | 29 | 5   | 201 | 200 | 69  |
| Evansville IceMen          | 66 | 21 | 32 | 13  | 181 | 242 | 55  |

| Berry Conference              | GP | W  | L  | OTL | GF  | GA  | Pts |
| ----------------------------- | -- | -- | -- | --- | --- | --- | --- |
| Allen Americans               | 66 | 47 | 16 | 3   | 271 | 211 | 97  |
| Bossier-Shreveport Mudbugs    | 66 | 37 | 26 | 3   | 229 | 193 | 77  |
| Tulsa Oilers                  | 66 | 35 | 25 | 6   | 242 | 234 | 76  |
| Texas Brahmas                 | 66 | 34 | 27 | 5   | 227 | 228 | 73  |
| Odessa Jackalopes             | 66 | 31 | 28 | 7   | 241 | 238 | 69  |
| Mississippi RiverKings        | 66 | 30 | 31 | 5   | 199 | 229 | 65  |
| Arizona Sundogs               | 66 | 25 | 31 | 10  | 204 | 253 | 60  |
| Rio Grande Valley Killer Bees | 66 | 25 | 35 | 6   | 194 | 232 | 56  |
| Laredo Bucks                  | 66 | 24 | 34 | 8   | 194 | 228 | 56  |

## Ray-Miron-President’s-Cup-Playoffs
|  | Ray-Miron-Cup-Pre-Playoffs | Ray-Miron-Cup-Pre-Playoffs    | Ray-Miron-Cup-Pre-Playoffs |                    |                            | Ray-Miron-Cup-Viertelfinale | Ray-Miron-Cup-Viertelfinale | Ray-Miron-Cup-Viertelfinale |  |  | Ray-Miron-Cup-Halbfinale | Ray-Miron-Cup-Halbfinale | Ray-Miron-Cup-Halbfinale |  |  | Ray-Miron-Cup-Finale | Ray-Miron-Cup-Finale | Ray-Miron-Cup-Finale |
|  |                            |                               |                            |                    |                            |                             |                             |                             |  |  |                          |                          |                          |  |  |                      |                      |                      |
|  | T1                         | Rapid City Rush               | 3                          |                    |                            |                             |                             |                             |  |  |                          |                          |                          |  |  |                      |                      |                      |
|  | T8                         | Dayton Gems                   | 0                          |                    |                            |                             |                             |                             |  |  |                          |                          |                          |  |  |                      |                      |                      |
|  | T8                         | Dayton Gems                   | 0                          | T1                 | Rapid City Rush            | 3                           |                             |                             |  |  |                          |                          |                          |  |  |                      |                      |                      |
|  |                            |                               |                            | T1                 | Rapid City Rush            | 3                           |                             |                             |  |  |                          |                          |                          |  |  |                      |                      |                      |
|  |                            |                               | T6                         | Fort Wayne Komets  | 2                          |                             |                             |                             |  |  |                          |                          |                          |  |  |                      |                      |                      |
|  | T3                         | Bloomington PrairieThunder    | T6                         | Fort Wayne Komets  | 2                          | 0                           |                             |                             |  |  |                          |                          |                          |  |  |                      |                      |                      |
|  | T3                         | Bloomington PrairieThunder    |                            |                    |                            | 0                           |                             |                             |  |  |                          |                          |                          |  |  |                      |                      |                      |
|  | T6                         | Fort Wayne Komets             | 3                          |                    |                            |                             |                             |                             |  |  |                          |                          |                          |  |  |                      |                      |                      |
|  | T6                         | Fort Wayne Komets             | 3                          | T1                 | Rapid City Rush            | 3                           |                             |                             |  |  |                          |                          |                          |  |  |                      |                      |                      |
|  |                            |                               |                            | T1                 | Rapid City Rush            | 3                           |                             |                             |  |  |                          |                          |                          |  |  |                      |                      |                      |
|  |                            | T2                            | Colorado Eagles            | 4                  |                            |                             |                             |                             |  |  |                          |                          |                          |  |  |                      |                      |                      |
|  | T2                         | T2                            | Colorado Eagles            | 4                  | Colorado Eagles            | 3                           |                             |                             |  |  |                          |                          |                          |  |  |                      |                      |                      |
|  | T2                         |                               |                            |                    | Colorado Eagles            | 3                           |                             |                             |  |  |                          |                          |                          |  |  |                      |                      |                      |
|  | T7                         | Quad City Mallards            | 1                          |                    |                            |                             |                             |                             |  |  |                          |                          |                          |  |  |                      |                      |                      |
|  | T7                         | Quad City Mallards            | 1                          | T2                 | Colorado Eagles            | 3                           |                             |                             |  |  |                          |                          |                          |  |  |                      |                      |                      |
|  |                            |                               |                            | T2                 | Colorado Eagles            | 3                           |                             |                             |  |  |                          |                          |                          |  |  |                      |                      |                      |
|  |                            |                               | T4                         | Missouri Mavericks | 1                          |                             |                             |                             |  |  |                          |                          |                          |  |  |                      |                      |                      |
|  | T4                         | Missouri Mavericks            | T4                         | Missouri Mavericks | 1                          | 3                           |                             |                             |  |  |                          |                          |                          |  |  |                      |                      |                      |
|  | T4                         | Missouri Mavericks            |                            |                    |                            |                             |                             |                             |  |  |                          |                          |                          |  |  |                      |                      |                      |
|  | T5                         | Wichita Thunder               | 2                          |                    |                            |                             |                             |                             |  |  |                          |                          |                          |  |  |                      |                      |                      |
|  | T5                         | Wichita Thunder               | 2                          | T2                 | Colorado Eagles            | 3                           |                             |                             |  |  |                          |                          |                          |  |  |                      |                      |                      |
|  |                            |                               |                            |                    |                            |                             |                             |                             |  |  |                          |                          |                          |  |  |                      |                      |                      |
|  |                            | B2                            | Bossier-Shreveport Mudbugs | 4                  |                            |                             |                             |                             |  |  |                          |                          |                          |  |  |                      |                      |                      |
|  | B1                         | B2                            | Bossier-Shreveport Mudbugs | 4                  | Allen Americans            | 3                           |                             |                             |  |  |                          |                          |                          |  |  |                      |                      |                      |
|  | B1                         |                               |                            |                    | Allen Americans            | 3                           |                             |                             |  |  |                          |                          |                          |  |  |                      |                      |                      |
|  | B8                         | Rio Grande Valley Killer Bees | 0                          |                    |                            |                             |                             |                             |  |  |                          |                          |                          |  |  |                      |                      |                      |
|  | B8                         | Rio Grande Valley Killer Bees | 0                          | B1                 | Allen Americans            | 3                           |                             |                             |  |  |                          |                          |                          |  |  |                      |                      |                      |
|  |                            |                               |                            | B1                 | Allen Americans            | 3                           |                             |                             |  |  |                          |                          |                          |  |  |                      |                      |                      |
|  |                            |                               | B5                         | Odessa Jackalopes  | 2                          |                             |                             |                             |  |  |                          |                          |                          |  |  |                      |                      |                      |
|  | B4                         | Texas Brahmas                 | B5                         | Odessa Jackalopes  | 2                          | 1                           |                             |                             |  |  |                          |                          |                          |  |  |                      |                      |                      |
|  | B4                         | Texas Brahmas                 |                            |                    |                            | 1                           |                             |                             |  |  |                          |                          |                          |  |  |                      |                      |                      |
|  | B5                         | Odessa Jackalopes             | 3                          |                    |                            |                             |                             |                             |  |  |                          |                          |                          |  |  |                      |                      |                      |
|  | B5                         | Odessa Jackalopes             | 3                          | B1                 | Allen Americans            | 1                           |                             |                             |  |  |                          |                          |                          |  |  |                      |                      |                      |
|  |                            |                               |                            | B1                 | Allen Americans            | 1                           |                             |                             |  |  |                          |                          |                          |  |  |                      |                      |                      |
|  |                            | B2                            | Bossier-Shreveport Mudbugs | 4                  |                            |                             |                             |                             |  |  |                          |                          |                          |  |  |                      |                      |                      |
|  | B2                         | B2                            | Bossier-Shreveport Mudbugs | 4                  | Bossier-Shreveport Mudbugs | 3                           |                             |                             |  |  |                          |                          |                          |  |  |                      |                      |                      |
|  | B2                         |                               |                            |                    |                            |                             |                             |                             |  |  |                          |                          |                          |  |  |                      |                      |                      |
|  | B7                         | Arizona Sundogs               | 1                          |                    |                            |                             |                             |                             |  |  |                          |                          |                          |  |  |                      |                      |                      |
|  | B7                         | Arizona Sundogs               | 1                          | B2                 | Bossier-Shreveport Mudbugs | 3                           |                             |                             |  |  |                          |                          |                          |  |  |                      |                      |                      |
|  |                            |                               |                            | B2                 | Bossier-Shreveport Mudbugs | 3                           |                             |                             |  |  |                          |                          |                          |  |  |                      |                      |                      |
|  |                            |                               | B3                         | Tulsa Oilers       | 2                          |                             |                             |                             |  |  |                          |                          |                          |  |  |                      |                      |                      |
|  | B3                         | Tulsa Oilers                  | B3                         | Tulsa Oilers       | 2                          | 3                           |                             |                             |  |  |                          |                          |                          |  |  |                      |                      |                      |
|  | B3                         | Tulsa Oilers                  |                            |                    |                            |                             |                             |                             |  |  |                          |                          |                          |  |  |                      |                      |                      |
|  | B6                         | Mississippi RiverKings        | 2                          |                    |                            |                             |                             |                             |  |  |                          |                          |                          |  |  |                      |                      |                      |

## Vergebene Trophäen
| Auszeichnung                                                          | Spieler                    | Team                          |
| --------------------------------------------------------------------- | -------------------------- | ----------------------------- |
| Commissioner’s Trophy Bester Trainer                                  | Jason Christie             | Bloomington PrairieThunder    |
| Most Valuable Player Bester Spieler der regulären Saison              | Riley Nelson               | Colorado Eagles               |
| Playoff Most Valuable Player Bester Spieler der Playoffs              | Jeff Kyrzakos              | Bossier-Shreveport Mudbugs    |
| Rookie of the Year Bester Rookie der regulären Saison                 | Aaron Lewicki              | Rio Grande Valley Killer Bees |
| Most Outstanding Defenseman Bester Verteidiger der regulären Saison   | Andrew Martens             | Wichita Thunder               |
| Most Outstanding Goaltender Bester Torhüter der regulären Saison      | Robby Nolan                | Missouri Mavericks            |
| Joe Burton Award Bester Scorer der regulären Saison                   | Sébastien Thinel           | Odessa Jackalopes             |
| Ray Miron President’s Cup Gewinner der Central-Hockey-League-Playoffs | Bossier-Shreveport Mudbugs | Bossier-Shreveport Mudbugs    |
| Bud Poile Governors’ Cup Bestes Team der regulären Saison             | Allen Americans            | Allen Americans               |

### All-Star-Teams
| All-CHL Team  | All-CHL Team                                                                                          |
| ------------- | --- |
| Angriff:      | Sébastien Thinel (Odessa Jackalopes) – Riley Nelson (Colorado Eagles) – Chad Woollard (Texas Brahmas) |
| Verteidigung: | Darcy Campbell (Rio Grande Valley Killer Bees) – Andrew Martens (Wichita Thunder)                     |
| Tor:          | Robby Nolan (Missouri Mavericks)                                                                      |

| CHL All-Rookie Team | CHL All-Rookie Team                                                                                            |
| ------------------- | --- |
| Angriff:            | Aaron Lewicki (Rio Grande Valley Killer Bees) – Adam Chorneyko (Colorado Eagles) – Gary Steffes (Tulsa Oilers) |
| Verteidigung:       | David Strathman (Allen Americans) – Alan Mazur (Bloomington PrairieThunder)                                    |
| Tor:                | Wayne Savage (Texas Brahmas)                                                                                   |